# Maria Jacoba Ommeganck
Maria Jacoba Ommeganck (1760 - 16 décembre 1849) est une peintre animalière néoclassique flamande, spécialisée dans les images avec du bétail.

## Biographie
Ommeganck naît à Anvers en 1760 et est baptisée le 14 août de la même année. Elle est fille de Paul et Barbara Ommeganck Laenen et sœur du peintre Balthasar-Paul Ommeganck (1755-1826). En mai 1786, elle épouse le peintre Hendrik Arnold Myin (1760-1826). Maria Jacoba Ommeganck meurt à Anvers le 16 décembre 1849.

### Carrière artistique
Maria Jacoba Ommeganck, probablement élève de son frère, pratique la peinture en dilettante. En 1788, elle est cofondatrice du groupe d'artistes anversois Konstmaetschappije (nl) « tot Nut, Baet en Dienst », avec son frère Balthasar et Hendrik Frans de Cort, Frans Balthazar Solvyns, Pieter Faes, Mattheus Ignatius van Bree et Marten Waefelaerts.